# Mir Damad
Mir Damad (en persan : ميرداماد, Mir Dāmād), nom complet Muhammad Baqir Mir Damad (1561-1631), est un philosophe gnostique iranien. Il a eu de nombreux élèves au premier rang desquels Sayyed Ahmad Alawi, Qotboddin Ashkevari et Molla Sadra Shirazi.
Même si la notoriété de ce dernier a contribué à éclipser celle de son maître, Mir Damad est l'une des figures majeures de la renaissance safavide au XVIIe siècle, et le principal initiateur de l'école d'Ispahan. On peut voir sa pensée comme une synthèse monumentale de la gnose chiite et de l'avicennisme iranien. Partant du lexique philosophique d'Avicenne et de sa cosmologie, il intègre la philosophie illuminative de Sohrawardi qui fait culminer la philosophie en expérience extatique, ainsi que l'enseignement des imams du chiisme duodécimain.

## Sa théosophie gnostique
Mir Damad considère l'être humain comme la récapitulation de la hiérarchie des mondes. Son appartenance au monde physique comme au monde spirituel implique, outre une naissance physique, une naissance, un allaitement (enseignement initiatique) et une ascendance spirituels qui remontent au monde angélique. C'est en recevant des hiérarchies spirituelles, les lumières intelligibles et en premier lieu l'Esprit-Saint, ange de l'humanité qui projette dans l'âme les formes ou Idées de la connaissance, que le gnostique accomplit sa destinée spirituelle.
Si l'Intelligence agente identifiée à l'Esprit-Saint est pour l'homme l'Ange de la Révélation et de la Connaissance, chacune des dix intelligences de la cosmologie d'Avicenne marquant les degrés de la procession de l'être, marquent aussi les étapes du retour par une série d'enseignements spirituels auxquels chacune d'elles préside.
En montrant et en illustrant la parenté qui unit l'âme humaine et les intelligences angéliques ainsi que la « pédagogie angélique » de ces intelligences, l'avicennisme de Mir Damad se hausse au rang d'une initiation spirituelle au service de la gnose chiite. Celle-ci implique chez Mir Damad une réinterprétation et un approfondissement de la doctrine avicennienne de la procession des intelligences. Cette procession implique un éloignement de l'être nécessaire qui s'aggrave dans la descente. La lumière se mêle progressivement à l'ombre qui se propage de ciel en ciel. Il en résulte une détresse et une Nuit spirituelle qui, sur Terre, coïncide avec l'Occultation du XIIe imam. L'Avicennisme prend alors l'allure d'un drame cosmique grandiose dont le dénouement terrestre est la Parousie attendue de l'imam caché (voir Mahdi).

## Œuvres
Son catalogue complet comprend 134 titres rédigés dans un style dense et symbolique qui suscite les commentaires.